# Raphigrafie

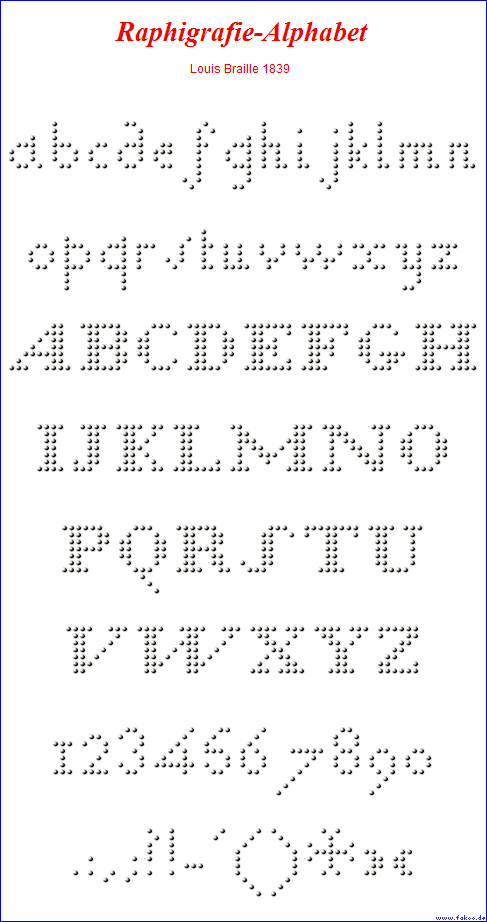
Raphigrafie-Alphabet von Louis Braille

Als Raphigrafie bzw. Raphigraphie (auch: Raphigraphy) wurde später die von Louis Braille 1839 zusätzlich erarbeitete Punktschrift für die Darstellung der lateinischen Buchstaben genannt.
Nachdem sich die Brailleschrift von Louis Braille als effektive Blindenschrift bei seinen Schülern und Mitschülern langsam durchsetzte, entstand ein neues Problem: Brailles Mitschüler wollten nun auch Briefe nach Hause schreiben, aber dort konnte niemand ihre Schrift lesen. Deshalb entwickelte Louis Braille ein weiteres Punktschrift-System, mit dessen Hilfe die blinden Schüler auch Angehörigen und Freunden schreiben konnten, die die Brailleschrift noch nicht kannten.
Im Jahre 1839 veröffentlichte er seine Schrift in Form von langen Zahlenkolonnen, mit deren Hilfe die Klein- und Großbuchstaben des lateinischen Alphabets sowie Ziffern und Satzzeichen nur aus Punkten gebildet werden konnten, die einem strengen Raster folgten. Seine Buchstaben waren zehn Punkte hoch und unterschiedlich breit, weshalb die Schrift im englischen den Namen Decapoint erhielt. Durch den Zahlencode waren die Blinden erstmals in der Lage, lateinische Buchstaben sauber zu schreiben.
Diese Buchstaben waren wegen ihrer Höhe von zehn Punkten trotz Raster für Blinde nicht einfach zu schreiben. Es dauerte deshalb auch nicht lange, bis von Brailles blindem Freund François-Pierre Foucault 1841 die erste Apparatur, der Raphigraph, gebaut wurde, die alle Punkte einer Spalte der Zeichen gleichzeitig ins Papier drücken konnte. Dadurch erhielt die Schrift den Namen Raphigraphie.
Als die ersten Schreibmaschinen erfunden wurden, verdrängten sie trotz der Unmöglichkeit für Blinde, deren Schrift zu lesen, schnell die komplizierte Raphigrafie. Dadurch geriet sie wieder in Vergessenheit, aber trotzdem war die Raphigrafie (bzw. Decapoint) die erste digitale Schriftart überhaupt.